# Municipio de Bentru
El municipio de Bentru (en inglés: Bentru Township) es un municipio ubicado en el condado de Grand Forks en el estado estadounidense de Dakota del Norte. En el año 2010 tenía una población de 77 habitantes y una densidad poblacional de 1,68 personas por km².

## Geografía
El municipio de Bentru se encuentra ubicado en las coordenadas 47°42′30″N 96°56′55″O / 47.70833, -96.94861. Según la Oficina del Censo de los Estados Unidos, el municipio tiene una superficie total de 45.92 km², de la cual 45,58 km² corresponden a tierra firme y (0,73 %) 0,34 km² es agua.

## Demografía
Según el censo de 2010, había 77 personas residiendo en el municipio de Bentru. La densidad de población era de 1,68 hab./km². De los 77 habitantes, el municipio de Bentru estaba compuesto por el 98,7 % blancos, el 1,3 % eran asiáticos. Del total de la población el 0 % eran hispanos o latinos de cualquier raza.